# Psectrotarsia tamsi
Psectrotarsia tamsi là một loài bướm đêm trong họ Noctuidae.